# Pseudosinella tyrrhena
Pseudosinella tyrrhena is een springstaartensoort uit de familie van de Entomobryidae. De wetenschappelijke naam van de soort is voor het eerst geldig gepubliceerd in 1978 door da Gama & Dallai.